# Melchior Schildt
Melchior Schildt (* 1592 oder 1593 in Hannover; † 18. Mai 1667 ebenda) war ein deutscher Komponist und Organist der norddeutschen Orgelschule.

## Leben und Werk

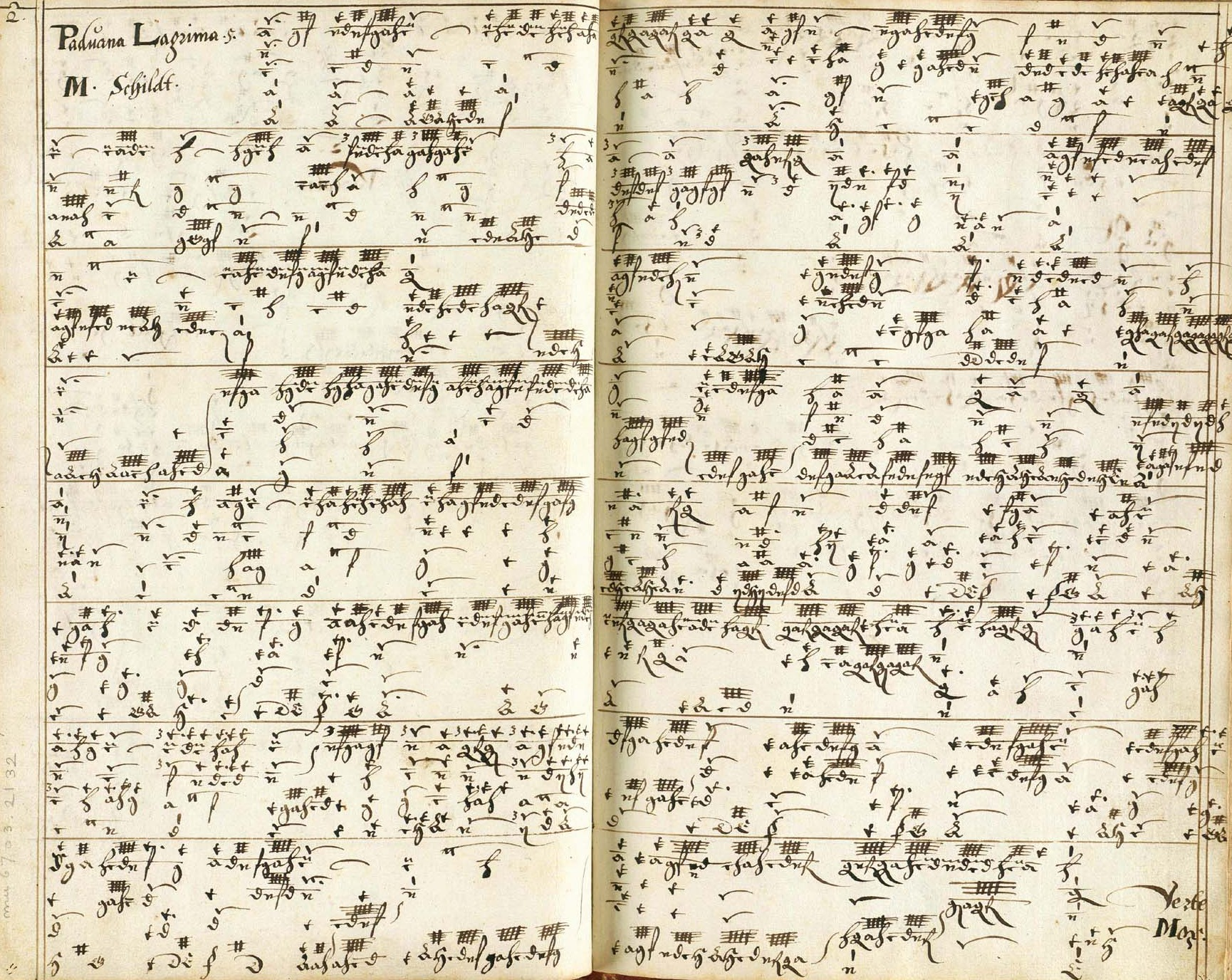
Melchior Schildts Variationen über Paduana Lachrimae

Melchior Schildt war Mitglied einer bedeutenden hannoverschen Organistenfamilie, die bis zu Gerd Schildt (1547–1569 Organist an der Aegidienkirche) zurückreicht.
Schildt erfuhr ersten Musikunterricht vermutlich durch seinen Vater sowie durch den Kantor und Komponisten Andreas Crappius. Von 1609 bis wahrscheinlich 1612 war er Schüler bei Jan Pieterszoon Sweelinck in Amsterdam. Seine erste bekannte Anstellung erhielt Schildt 1623 an der Marienkirche zu Wolfenbüttel. Dieses Amt bekleidete er bis 1626, worauf er Hoforganist bei Christian IV. von Dänemark wurde. Nachdem ihm 1629 vom König ein lobendes Entlassungszeugnis ausgestellt worden war, übernahm er die Stelle seines Vaters als Organist an der Marktkirche von Hannover, die er bis zu seinem Tod bekleiden sollte.
Schildt war zweimal verheiratet. Aus seiner zweiten Ehe gingen vier Kinder hervor, von denen zwei ihren Vater überlebten. Nach Schildts Testamentsbestimmungen zu urteilen, war er ein wohlhabender Mann.
Fast alle von Schildts überlieferten Orgelwerke sind Choralbearbeitungen und weisen große Unterschiede auf. Das einzige erhaltene Vokalwerk ist ein Choralkonzert über Ach mein herzliebes Jesulein.

## Ehrungen
- 1927 wurde im hannoverschen Stadtteil Badenstedt eine Straße nach dem Musiker benannt.[1]